# Jacob van Lennep

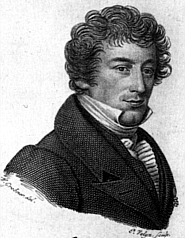
Jacob van Lennep.

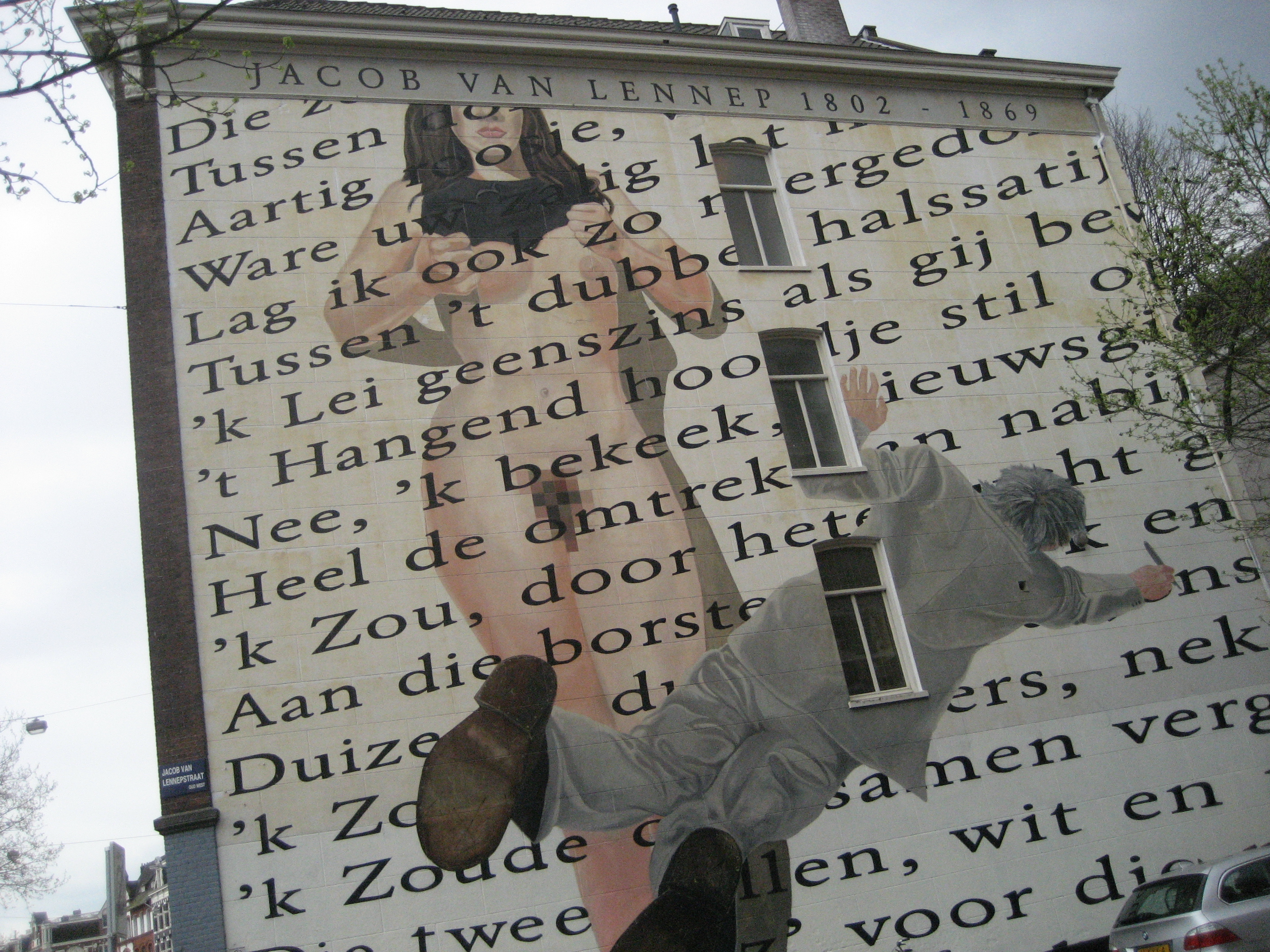
Väggdikt i Amsterdam av Jacob van Lennep.

Jacob van Lennep, född 24 mars 1802 i Amsterdam, död 25 augusti 1868 i Oosterbeek vid Arnhem, var en nederländsk skald och romanförfattare. Han har kallats "Hollands Walter Scott".
Lennep, som var son till den framstående klassiske filologen och skalden David Jacob van Lennep, studerade juridik i Leiden och offrade sedan lejonparten av sin tid åt författarskap, trots sina ganska ansträngande göromål som advokat och domare. Han var 1853–1856 ledamot av Generalstaternas andra kammare, där han anslöt sig till de konservativa. 
Lennep var påverkad av lord Byron och Walter Scott och verkade i den nyare romantikens anda. Sedan han först uppträtt med Academische idyllen (1826), dikter med ämnen ur studentlivet, påbörjade han 1828 en samling poetiska berättelser under titeln Nederlandsche legenden och gav lyrisk form åt sina intryck av 1830 års tilldragelser. Ännu mera folkkär blev han genom sina historiska romaner, bland vilka kan nämnas De pleegzoon (1829; svensk översättning "Fostersonen", 1838), De roos van Dekama (1836–1837; "Dekamas ros", 1881), Ferdinand Huyck (1840; "Ferdinands äfventyr", 1865) och De lotgevallen van Klaasje Zevensler (1865–1866; "Klaasje Zevensters lefnadsöden", fem band, 1868–1869), en till 1840-talet förlagd social roman. Hit hör även Onze voorouders (fem band, 1838–1845), en serie berättelser. Han skrev även 30 dramatiska stycken, av vilka lustspelen Het dorp aan de grenzen (1830) och Het dorp over die grenzen (1830) fick störst framgång. Hans arbete De voornaamste geschiedenissen van Noord-Nederland aan zijne kinder en verhaald (1846–1849; femte upplagan 1865) är ett gott försök till populär hävdateckning. 
Lennep översatte bland annat arbeten av Shakespeare, Byron, Southey och Tennyson samt utgav en kritisk upplaga av Joost van den Vondels verk. Lenneps Poetische werken utgavs 1859–1872, i 13 band, hans Romantische werken 1855–1872, i 23 band (praktupplaga i 12 band 1890; illustrerad upplaga i två band 1892). Hans Dramatische werken finns samlade i tre band (1852–1854).